# Hydrogamasellus striatus
Hydrogamasellus striatus är en spindeldjursart som först beskrevs av Sheals 1962.  Hydrogamasellus striatus ingår i släktet Hydrogamasellus och familjen Ologamasidae. Inga underarter finns listade i Catalogue of Life.